# Salisano
Salisano är en ort och kommun i provinsen Rieti i regionen Lazio i Italien. Kommunen hade 549 invånare (2018).